# Dãy núi Sulaiman
Dãy núi Sulaiman (tiếng Ba Tư, tiếng Urdu: سليمان) là một dãy núi và một đặc trưng địa chất chính của Pakistan. Nó là dãy núi có ranh giới với sơn nguyên Iran và tiểu lục địa Ấn Độ. Ranh giới của dãy núi Sulaiman về phía bắc là vùng cao nguyên khô cằn của dãy núi Hindu Kush, với trên 50% bề mặt đất đai nằm trên độ cao trên 2.000 m (6.500 ft). Dãy núi này chủ yếu nằm trong tỉnh Balochistan và Địa khu Bộ lạc Quản chế Liên bang (FATA) của Pakistan với chiều dài 400 km (249 dặm Anh). Núi có đỉnh cao nhất trong dãy núi Sulaiman là Takht-e-Sulaiman có hai đỉnh, với đỉnh cao nhất của nó là 3.443 m (11.295 ft) nằm ở pía bắc của dãy núi, trong địa phận FATA của Pakistan.
Dãy núi Sulaiman và vùng cao nguyên ở phía tây và tây nam của nó tạo thành một chướng ngại vật tự nhiên ngăn gió mang hơi ẩm thổi vào từ Ấn Độ Dương, tạo ra điều kiện khí hậu khô cằn trải suốt từ miền nam tới miền bắc Afghanistan. Ngược lại, vùng châu thổ sông Ấn tương đối thấp và bằng phẳng nằm ở phía đông và nam dãy núi Sulaiman. Vùng châu thổ nhiều mưa gió này lại chịu các trận lụt nặng nề và chủ yếu là sự hoang vu do không cấy trồng gì.

## Đặc điểm
Takht-e-Sulaiman (nghĩa là ngai vàng của Solomon/Sulaiman) hay Kaisargarh/Kasi Ghar (hai đỉnh cao 3,443 m/11.295 ft và 3.379 m/11.085 ft), Takatu và Giandari là một số đỉnh núi cao nhất trong dãy núi Sulaiman. Dãy núi này chạy tới khu vực sông Ấn gần Mithankot và thị trấn Rajanpur trong huyện Rajanpur của tỉnh Punjab.
Dải nếp uốn Sulaiman, một chuỗi núi chạy theo hướng bắc-nam nằm tại phía tây miền trung Pakistan thuộc phân đoạn địa văn ba nếp; là dải nếp uốn Sulaiman ở phía tây, vùng bồn địa trước sông Ấn ở giữa và nền Punjab ở phía đông. Dải nếp uốn Sulaiman chứa các địa tầng đá phiến sét, đá vôi và sa thạch thuộc đại Trung sinh và/hoặc thời kỳ có niên đại trẻ hơn. Zindapir Anticlinorium là một bộ phận hợp thành của dải nếp uốn Sulaiman. Nó được đánh dấu bằng các loại đá cao độ thấp, được hình thành từ các trầm tích đại dương trong thời kỳ từ thế Paleocen tới thế Pliocen-Pleistocen của mảng Nam Á (Ấn-Pakistan) và bị đè lên trên bởi một lớp siwalik dày. Các trầm tích bồi tích do sông Ấn và các chi lưu của nó mang theo che phủ bòn địa trước sông Ấn và nền Punjab cận kề đang chìm lún về phía tây.
Các quan sát hiện trường thực địa chỉ ra rằng kiểu cấu trúc của Zindapir Anticlinorium được đặc trưng bằng các phay địa chất góc cao. Các phay này nói chung có hướng bắc-nam. Ngoài ra, tại các chỗ có đặc trưng en echelon và các phay xiên thì sự cắt cụt phay cục bộ theo góc xiên là đáng kể.

## Truyền thuyết
Truyền thuyết về dãy núi Sulaiman là vùng đông Quetta (Pakistan) nhìn xuống vùng đồng bằng sông Ấn. Một trong các đỉnh cao nhất của nó là Takht-e-Sulaiman (tức là ngai vàng của Solomon/Sulaiman). Ibn Battuta (1304-?) gọi tên nó là Koh-i-Sulaiman. Người ta kể rằng Nhà tiên tri của Chúa [Allah], Hazrat Sulaiman (Alaihi Salaam) đã trèo lên ngọn núi này và ngắm nhìn trên vùng đất Nam Á, khi đó còn chìm ngập trong bóng tối - nhưng ông đã quay trở lại mà không đi xuống để tiến vào vùng biên giới mới này, và chỉ để lại ngọn núi mang tên ông (Từ Ibn Battuta). Một truyền thuyết khác nói rằng Solomon đã tạm nghỉ trên rìa ở phía dưới đỉnh núi để nhìn lần cuối về Ấn Độ, khi ông đưa cô dâu Ấn Độ tới Jerusalem. Một đền thờ Hồi giáo đánh dấu điểm này. Nó cũng là điểm thu hút những người hành hương.
Al-Biruni (973-1048) viết về dãy núi này trong các hồi ký của ông như là các ngọn núi ranh giới phía tây của Nam Á và là quê hương của những người được gọi là người Afghan hay người Pashtun.